# Вогняний вершник
«Вогняний вершник» — науково-фантастичний роман радянського українського письменника Олеся Бердника, вперше надрукований 1967 року в збірнику «Подвиг Вайвасвати». У 1989 році передрукований у збірнику «Вогняний вершник».

## Сюжет
Герої повісті-феєрії Олеся Бердника «Вогняний вершник» живуть у майбутньому, в якому на Землі залишився лише один суспільний лад – комуністичний. Двоє молодих учених-астрономів, за сумісництвом й подружжя, поступово приходять до думки, що їх маленька дочка Віола, названа на честь їх загиблої подруги, не лише зовні її нагадує, а й її душа – це душа Віоли. Їм була невідома доля Віоли та Віктора – двох дослідників, які зникли безвісти у космічному просторі.
А почалося все з того, що Віола відкрила нову комету, до якої вирушає космічний корабель із екіпажем із двох людей – її та Віктора. Комета виявилася кораблем, у якому земляни вирушають на батьківщину прибульців — сузір'я Оріон. У чужому світі вони дізнаються багато нового та цікавого, але вже не мають змоги повернутися й принести людям нові знання. І все ж волею випадку душа Віоли переплітається з душею маленької дівчинки, названої на її честь. Ким став Віктор невідомо, але два люблячі серця, коли настане час, знайдуть одне одного, згадають, хто вони і ким були, і віддадуть людям те, заради чого колись ризикнули.